# キングエルメス
キングエルメス（欧字名:King Hermes、2019年2月5日 - ）は、日本の競走馬。2021年の京王杯2歳ステークスの勝ち馬である。
馬名の意味は、王＋ギリシャ神話に登場する青年神。父名から連想。

## 戦績

### 2歳（2021年）
6月26日札幌の2歳新馬戦（芝1200m）に2番人気で出走。道中2番手でレースを進め、直線で鮮やかに抜け出すと最後は逃げ粘るカルネアサーダに2馬身差をつけデビュー戦を飾る。
続く8月22日札幌のクローバー賞では中団のやや後ろを追走するも直線で伸びを欠き5着という結果に終わる。
11月6日の京王杯2歳ステークスでは2番手追走から直線で先頭に躍り出ると最後はトウシンマカオの追撃を1馬身1/4差退けて優勝、重賞初制覇を果たした。しかし、レースの5日後に骨折が判明し、全治3ヶ月の診断となったため、休養入りとなった。

### 3歳（2022年）
3歳初戦として、アーリントンカップに出走。4番人気に推されたレースでは、最内枠から好スタートを決め3、4番手の好位置。直線では馬群の内めから抜け出しゴールに迫ったが、2着タイセイディバインに3/4馬身届かず3着に敗れた。続くNHKマイルカップでは道中前目の3番手でレースを進めたが直線で一杯になり6着に敗れる。この後ヨーロッパに遠征し、7月9日にイギリス・ニューマーケット競馬場で行われたジュライカップに出走。スタートで出遅れるもすぐ盛り返して道中は好位集団で脚を溜めるも失速して11着と大敗。フランスに転戦し、8月7日に行われたモーリスドゲスト賞では好スタートから先手を主張し残り300mまで軽快に逃げるも後続馬にかわされて11着に沈んだ。帰国後、11月26日に行われたリステッド競走・キャピタルステークスでは2番手追走も直線で伸びを欠き6着という結果に終わる。

### 4歳（2023年）
4歳初戦として、1月7日に中山競馬場で行われたニューイヤーステークス（Listed）に出走。4番人気に推されたが、12着に敗れた。
続いて1月21日、中京競馬場で行われた睦月ステークスに出走。5番人気で迎えたレースでは2番手を追走し、直線で先頭に立って押し切り間を割って追い込んだ2番人気グラティアスに1馬身3/4差をつけ優勝。3勝目を挙げた。鞍上の坂井瑠星はこの勝利でJRA通算300勝を達成した。坂井は「一緒に重賞を勝たせてもらい、昨年は海外遠征に連れて行ってくれた思い入れのある馬。スムーズであれば、ここでは力が上だと思っていました。直線は内ラチ沿いの一頭分の馬場が良かったので、そこを狙っていきました。イメージ通りの完璧なレースができました」と振り返った。しかし3月23日にフレグモーネを発症し予定していたダービー卿チャレンジトロフィーを回避。マイラーズカップに出走もフレグモーネ明けの久々が響たうえ、逃げたシャイニーロックが寄れてきた煽りを受けてひどくぶつけられ、左前を落鉄した結果7着に終わった。レース後に右脚のダメージから放牧に出される。放牧先のチャンピオンヒルズで検査の結果、繋靭帯炎を発症していることが明らかとなり全治6か月と診断され、治療のため三重ホーストレーニングセンターに移る。9月8日に治療を終えチャンピオンヒルズに戻り、トレーニングを再開。しかし右脚の痛みが残っており軽めの調整を続け年を越すことになった。

### 5歳（2024年）
4月17日、右前脚がモヤついたことからエコー検査を行ったところ、繋靭帯炎の再発。治療と調整後、10月5日に栗東へ帰厩。10月26日に復帰戦となるスワンステークスに出走も14着。レース後、右前繋靭帯に損傷箇所を確認。長期休養を余儀なくされる上に3度目の発症となった経緯を踏まえ、5歳11か月という年齢面なども考え合わせた結果、11月6日に引退と発表され、同8日付でJRAの競走馬登録を抹消された。

## 競走成績
以下の内容は、JBISサーチ、netkeiba.com、Racing Post、Racing TV、BHAおよびFrance Galopの情報に基づく。
| 競走日     | 競馬場           | 競走名             | 格   | 距離（馬場）  | 頭 数 | 枠 番 | 馬 番 | オッズ （人気） | 着順 | タイム （上がり3F） | 着差  | 騎手      | 斤量 [kg] | 1着馬（2着馬）     | 馬体重 [kg] |
| ---------- | ---------------- | ------------------ | ---- | ------------- | ----- | ----- | ----- | --------------- | ---- | ------------------- | ----- | --------- | --------- | ------------------ | ----------- |
| 2021.06.26 | 札幌             | 2歳新馬            |      | 芝1200m（良） | 8     | 6     | 6     | 004.40（2人）   | 01着 | R1:09.2（34.2）     | -0.3  | 0坂井瑠星 | 54        | （カルネアサーダ） | 480         |
| 0000.08.22 | 札幌             | クローバー賞       | OP   | 芝1500m（良） | 11    | 6     | 6     | 002.50（1人）   | 05着 | R1:29.9（35.2）     | -0.8  | 0坂井瑠星 | 54        | ラブリイユアアイズ | 474         |
| 0000.11.06 | 東京             | 京王杯2歳S         | GII  | 芝1400m（良） | 14    | 3     | 3     | 016.40（8人）   | 01着 | R1:21.3（34.1）     | -0.2  | 0坂井瑠星 | 55        | （トウシンマカオ） | 492         |
| 2022.04.16 | 阪神             | アーリントンC      | GIII | 芝1600m（良） | 18    | 1     | 1     | 009.10（4人）   | 03着 | R1:32.9（34.1）     | -0.2  | 0坂井瑠星 | 56        | ダノンスコーピオン | 484         |
| 0000.05.08 | 東京             | NHKマイルC         | GI   | 芝1600m（良） | 18    | 3     | 5     | 018.40（9人）   | 06着 | R1:32.8（35.1）     | -0.5  | 0坂井瑠星 | 57        | ダノンスコーピオン | 488         |
| 0000.07.09 | ニューマーケット | ジュライC          | G1   | 芝6F（GF）    | 13    | 6     | 12    | 034.0（11人）   | 11着 | R1:10.84（35.36）   | -1.37 | 0坂井瑠星 | [ 注 2 ]  | Alcohol Free       | 計不        |
| 0000.08.07 | ドーヴィル       | モーリスドゲスト賞 | G1   | 芝1300m（BS） | 14    | 8     | 11    | 039.0（11人）   | 11着 | R1:15.97（34.72）   | -0.67 | 0坂井瑠星 | 57        | Highfield Princess | 計不        |
| 0000.11.26 | 東京             | キャピタルS        | L    | 芝1600m（良） | 18    | 8     | 18    | 008.60（5人）   | 06着 | R1:32.7（34.5）     | -0.2  | 0H.ドイル | 55        | ララクリスティーヌ | 496         |
| 2023.01.07 | 中山             | ニューイヤーS      | L    | 芝1600m（良） | 13    | 7     | 10    | 007.30（4人）   | 12着 | R1:34.8（35.8）     | -1.6  | 0内田博幸 | 56        | ウイングレイテスト | 496         |
| 0000.01.21 | 中京             | 睦月S              | OP   | 芝1600m（良） | 9     | 3     | 3     | 006.80（5人）   | 01着 | R1:34.1（33.8）     | -0.3  | 0坂井瑠星 | 56        | （グラティアス）   | 498         |
| 0000.04.23 | 京都             | マイラーズC        | GII  | 芝1600m（良） | 15    | 7     | 12    | 023.50（6人）   | 07着 | R1:31.9（34.0）     | -0.4  | 0坂井瑠星 | 57        | シュネルマイスター | 494         |
| 2024.10.26 | 京都             | スワンS            | GII  | 芝1400m（良） | 17    | 2     | 3     | 023.20（8人）   | 14着 | R1:21.4（34.8）     | -0.9  | 0北村友一 | 57        | ダノンマッキンリー | 516         |

- 海外の「枠番」欄はゲート番を示す
- 海外のオッズ・人気はRacing Postのもの（日本式のオッズ表記とした）

## 血統表
| キングエルメスの血統        | キングエルメスの血統                            | キングエルメスの血統                    | （血統表の出典）                        | （血統表の出典）  |
| 父系                        | キングマンボ系                                  | キングマンボ系                          | キングマンボ系                          | [ § 2 ]           |
| 父 ロードカナロア 2008 鹿毛 | 父の父キングカメハメハ 2001 鹿毛                | Kingmambo                               | Mr. Prospector                          | Mr. Prospector    |
| 父 ロードカナロア 2008 鹿毛 | 父の父キングカメハメハ 2001 鹿毛                | Kingmambo                               | Miesque                                 |                   |
| 父 ロードカナロア 2008 鹿毛 | 父の父キングカメハメハ 2001 鹿毛                | *マンファス                             | *ラストタイクーン                       | *ラストタイクーン |
| 父 ロードカナロア 2008 鹿毛 | 父の父キングカメハメハ 2001 鹿毛                | *マンファス                             | Pilot Bird                              |                   |
| 父 ロードカナロア 2008 鹿毛 | 父の母レディブラッサム 1996 鹿毛                | Storm Cat                               | Storm Bird                              | Storm Bird        |
| 父 ロードカナロア 2008 鹿毛 | 父の母レディブラッサム 1996 鹿毛                | Storm Cat                               | Terlingua                               |                   |
| 父 ロードカナロア 2008 鹿毛 | 父の母レディブラッサム 1996 鹿毛                | *サラトガデュー                         | Cormorant                               | Cormorant         |
| 父 ロードカナロア 2008 鹿毛 | 父の母レディブラッサム 1996 鹿毛                | *サラトガデュー                         | Super Luna                              |                   |
| 母 ステラリード 2007 栗毛   | 母の父スペシャルウィーク 1995 黒鹿毛            | *サンデーサイレンス                     | Halo                                    | Halo              |
| 母 ステラリード 2007 栗毛   | 母の父スペシャルウィーク 1995 黒鹿毛            | *サンデーサイレンス                     | Wishing Well                            |                   |
| 母 ステラリード 2007 栗毛   | 母の父スペシャルウィーク 1995 黒鹿毛            | キャンペンガール                        | マルゼンスキー                          | マルゼンスキー    |
| 母 ステラリード 2007 栗毛   | 母の父スペシャルウィーク 1995 黒鹿毛            | キャンペンガール                        | レディーシラオキ                        |                   |
| 母 ステラリード 2007 栗毛   | 母の母*ウェルシュステラ Welsh stellar 1999 栗毛 | Zafonic                                 | Gone West                               | Gone West         |
| 母 ステラリード 2007 栗毛   | 母の母*ウェルシュステラ Welsh stellar 1999 栗毛 | Zafonic                                 | Zaizafon                                |                   |
| 母 ステラリード 2007 栗毛   | 母の母*ウェルシュステラ Welsh stellar 1999 栗毛 | *カタリスト                             | Sadler's Wells                          | Sadler's Wells    |
| 母 ステラリード 2007 栗毛   | 母の母*ウェルシュステラ Welsh stellar 1999 栗毛 | *カタリスト                             | Welsh Love                              |                   |
| 母系(F-No.)                 | (FN:2-f)                                        | (FN:2-f)                                | (FN:2-f)                                | [ § 3 ]           |
| 5代内の近親交配             | Mr. Prospector 4×5、Northern Dancer 5×5         | Mr. Prospector 4×5、Northern Dancer 5×5 | Mr. Prospector 4×5、Northern Dancer 5×5 | [ § 4 ]           |
| 出典                        | 1. 2. 3. 4.                                     | 1. 2. 3. 4.                             | 1. 2. 3. 4.                             | 1. 2. 3. 4.       |

- 母ステラリードは2009年函館2歳ステークス勝ち馬。
- 主な近親にメイショウアイアン（北海道スプリントカップ）。詳細はウェルシュフレイム#主要なファミリーラインを参照。